# Эйбрахам
Эйбрахам (англ. Abraham Lake) — водохранилище, созданное в 1972 году при строительстве плотины на реке Норт-Саскачеван в западной Альберте, Канада. Площадь — 53,7 км². Расположено на высоте 1340 метров и имеет максимальную длину 32 км, а ширину до 3,3 км, — являясь крупнейшим водоёмом на равнине Кутеней.
Водохранилище предназначено для сбора весенних вод с последующим их использованием в гидроэнергетике. Быстро меняющийся уровень воды не способствует развитию водного отдыха, зато само озеро и его окрестности служат отличным местом для любителей активного отдыха и экотуризма. Но примечательно озеро, прежде всего, своим необычным ледяным покровом, в толще которого можно увидеть множество замёрзших пузырьков газа. Удивительный рисунок льда ежегодно привлекает на озеро множество фотолюбителей со всего света.

## История
Образовано в верхнем течении реки Норт-Саскачеван, в предгорьях Канадских Скалистых гор, после сооружения в 1972 году плотины Бигхорн. Вид на водохранилище открывается на протяжении 15 миль шоссе Дэвида Томпсона между населённым пунктом Переход через реку Саскачеван и деревней Нордегг.
Правительство Альберты спонсировало конкурс о названии озера в феврале 1972 года, во время завершающей стадии строительства плотины Бигхорн. Было предложено придумать название, обусловленное «исторической значимостью, известностью человека, географией и топографией, а также стоимостью озера». Водохранилище было названо в честь Сайласа Абрахама, жителя долины Саскачеван в девятнадцатом веке.
Хотя это озеро и является искусственным, его воды славятся насыщенным голубым цветом, столь характерным для всех ледниковых озёр Скалистых гор, что обусловлено химическим составом воды.
На западном берегу озера на реке Клайн находится вертолётная площадка.

## Строение
Озеро Абрахам в виде более 15 миль вдоль живописного шоссе Дэвида Томпсона или шоссе 11, которое трасса между Роки-Маунтин-Хаусом и Банфом и Национальным парком Джаспер. Крутые линии утёсов большая часть длинного узкого озера, с едва большим местом вдоль западного побережья, чем необходимо для шоссе 11. Несколько предприятий существуют здесь, в том числе вертолётная площадка реки Клайн, но большая часть земли является публичной, открытой для изучения. Яркое голубое озеро на фоне близлежащих гор предлагает разнообразный и впечатляющий вид с любого вида и является фаворитом фотографов.

## Замёрзшие пузырьки метана в озере
В последние годы озеро Абрахам стало особенно популярным среди туристов благодаря необычному природному явлению: каждую зиму ледовый покров озера испещряют удивительные узоры, которые образуются под поверхностью воды из замёрзших пузырьков газа. Причина такого природного феномена объясняется очень просто: со дна озера к уже застывшей кромке льда поднимаются пузырьки метана. Они застывают на разной глубине, что и создаёт такой необыкновенный визуальный эффект.
Происходит это следующим образом. Растения на дне озера на протяжении всей зимы вырабатывают метан, который поднимается со дна озера в виде пузырьков газа. Поднимаясь со дна озера, пузырьки метана утыкаются в слой льда и накапливаются под замёрзшей поверхностью. По мере понижения температуры толщина льда постепенно увеличивается, захватывая всё новые и новые пузырьки газа на всё большей глубине. В результате образуются своеобразные столбы из пузырьков, вмёрзших в лёд на разной глубине друг под другом.
Ряд опытов, проведённых экологами из Университета Аляски Фэрбенкс (University of Alaska Fairbanks), доказал, что высвобождающийся из озера газ действительно является метаном. В процессе одного из них исследователи налили на лёд тёплую воду, сделали во льду отверстие и подожгли образовавшуюся дыру. При этом, высвобождавшийся из-подо льда газ, резко вспыхивал и горел в течение нескольких секунд. Метан — довольно мощный парниковый газ: он воздействует на изменение климата в 20 раз сильнее, чем такое же количество углекислого газа будет воздействовать в течение 100 лет.
Наличие пузырьков метана во льду не является чем то уникальным. Подобное явление широко распространено не только в Канаде, но и в Сибири в районах вечной мерзлоты. Но там лёд скрыт под глубоким слоем снега, который мешает увидеть поверхность озёр, в то время как на озере Абрахам это вполне возможно.
Всё дело в особом климате этого района, для которого характерно малое количество выпадающих в течение года осадков. Это стало возможным благодаря особому расположению озера — оно находится к востоку от высоких пиков Скалистых гор, что защищает его от экстремальных погодных условий, характерных для гор, и предотвращает поступление влажных масс воздуха в этот регион, а температура имеет тенденцию оставаться более высокой с меньшим количеством снега в течение многих лет.
Необыкновенная красота этого озера каждую зиму привлекает сюда множество фотографов со всего мира. Однако, прогулки по нему не вызывают у большинства фотографов приятных воспоминаний. В долине Саскачеван зачастую держатся очень низкие температуры — ниже −30 °C и дуют сильные ветра. Вдобавок поверхность озера очень скользкая и испещрена трещинами и гребнями, возникающими из-за изменения уровня воды, а толщина льда может варьироваться от 5 до 25 см. При этом лёд настолько прозрачный, что сквозь него можно увидеть тёмное дно озера. В связи с этим, когда озеро не занесено снегом, идти по его поверхности очень необычно и интересно. Тем не менее, самостоятельные прогулки представляют собой довольно сложное и рискованное предприятие. Так что для обеспечения своей безопасности лучше воспользоваться услугами местного гида.

## Рыбалка
Рыбалка здесь возможна, хотя нет специализированных причалов для спуска лодок на воду. Некоторые участки береговой линии удобны для спуска на воду небольших лодок. Береговая линия в районе плотины считается одним из лучших мест для рыбалки. В Эйбрахаме водятся американская палия, лосось Кларка и ушастые окуни. Скалистые подводные уступы и неровное побережье создают определённые трудности для рыболовов. Ниже плотины в реке Саскачеван встречаются чукучаны, радужная форель и арктический голец. На большей части узкой береговой линии доступна рыбалка с берега, в многочисленных заливах благоприятные условия для ловли нахлыстом. Все рыболовы старше 16 лет должны получить лицензию на ловлю рыбы от Департамента Рыбы и Дичи провинции Альберта, которая продаётся в большинстве спортивных магазинов и на многих курортах в этом районе. Местные рыбаки предостерегают от попыток подлёдного лова, так как резкие колебания уровня воды для гидроэнергетики часто оставляет лёд висящий на много футов над водой.

## Спорт
Эйбрахам является довольно трудным объектом для занятий кайт-сноубордингом среди экспертов кайт-сноубордистов; почти постоянный ветер по всей длине озера позволяет им получить значительное выдвижение и скорость. Эти спортсмены предупреждают, что заниматься нужно в водолазных костюмах, так как вода всегда холодная. У большинства из них кто-то с гидроциклом рядом, потому что доплыть до берега было бы неприятно, если не невозможно в низкотемпературной воде.